# الوست
الوست (به لاتین: Aluste) یک روستا در استونی است که در شهرستان پارنو واقع شده‌است.